# Tropizodium molokai
Tropizodium molokai är en spindelart som beskrevs av Rudy Jocqué och Churchill 2005. Tropizodium molokai ingår i släktet Tropizodium och familjen Zodariidae. Inga underarter finns listade i Catalogue of Life.